# Skisprungschanze Kőszeg
Die Skisprungschanze Kőszeg (ungarisch Kőszegi síugrósánc, auch Kenyérhegyi síugrósánc genannt) besteht aus mehreren Skisprungschanzen, die sich auf dem 341 m hohen Berg Kenyér-hegy („Brotberg“) in der ungarischen Stadt Kőszeg befinden. 
Zur Anlage gehören drei kleinere Schanzen der Kategorien K 10, K 20 und K 30. Alle drei Schanzen sind mit Matten belegt.

## Geschichte
Die alten Kunststoffmatten sind noch aus den 1970er Jahren, deshalb wurde neben der K 30-Schanze für kurze Zeit eine K 50 Schanze gebaut. Um den Skisport in Kőszeg nicht aussterben zulassen entstand eine kleine Skigruppe. Es gab trotz mangelnder finanzieller Mittel Pläne zwei kleine Schanzen zu bauen. So entstand neben der K 30- eine K 20-Schanze. Durch die Hilfe der österreichischen Ortschaft Mürzzuschlag wurde die K 30-Schanze 2005 renoviert und mit Matten belegt und es kam eine K 10-Schanze hinzu. Zudem plant der Verein eine K 80-Schanze, deren Finanzierung derzeit jedoch noch aussteht.